# Poiana Muntioru
Poiana Muntioru este o arie protejată de interes național ce corespunde categoriei a IV-a IUCN (rezervație naturală de tip floristic) situată în județul Vrancea, pe teritoriul administrativ al comunei Vintileasca.

## Localizare
Aria naturală se află în versantul sudic al Munților Vrancei (Subcarpații de Curbură), în extremitatea vestică a județului Vrancea aproape de limita cu județul Buzău, în teritoriul nordic al satului Neculele.

## Descriere
Aria protejată “Poiana Muntioru” a fost inființată la inițiativa Agenției pentru Protecția Mediului Vrancea, care, în urma studiilor efectuate pe teren a înaintat Academiei Române și Ministerului Mediului Studiul de Fundamentare Științifică necesar obținerii unui statut protectiv pentru suprafața de 22 ha de fâneață pe raza administrativă a comunei Vintileasca. În urma acestor demersuri prin Hotărârea de Guvern nr. 2151/2005 s-a aprobat înființarea acestei arii protejate cu încadrarea în categoria Rezervație Naturală. În anul 2006, Asociația Pentru Conservarea Diversității Biologice a înaintat către Agenția Pentru Protecția Mediului Vrancea o cerere de încredințare a custodiei. În urma analizării documentației depuse, Comisia pentru Încredințarea Custodiei Ariilor Protejate, a aprobat dreptul de administrare al acestei rezervații naturale, fiind emisă Convenția de Custodie nr. 8215 din 29.12.2006. Rezervația naturală Poiana Muntioru se suprapune zonei protejate omonime (24 ha), areal declarat sit de importanță comunitară prin Ordinul Ministerului Mediului și Dezvoltării Durabile Nr.1964 din 13 decembrie 2007 (privind instituirea regimului de arie naturală protejată a siturilor de importanță comunitară, ca parte integrantă a rețelei ecologice europene Natura 2000 în România)